# Thamnophilus aroyae
Thamnophilus aroyae е вид птица от семейство Thamnophilidae.

## Разпространение
Видът е разпространен в Боливия и Перу.